# Arthur Mayeur
Arthur Joseph Marie Mayeur (Kortrijk, 17 december 1882 - 28 september 1954) was een Belgisch politicus voor de Katholieke Partij, die onder meer burgemeester was.

## Levensloop
Mayeur was de zoon van Julien Mayeur en Clémence Baert. Hij trouwde op 12 oktober 1918 met Marie-Louise Pieters. Hij was drukker, voorzitter van de vakvereniging van drukkers (1899) en werd vakbondssecretaris voor het ACV. 
Hij werd verkozen voor de Christen-Werklieden in Kortrijk tot:
- gemeenteraadslid (1919-1954);
- schepen (1921-1933) en 1953-1954;
- burgemeester (1933-1948).

In 1921 werd Mayeur verkozen tot provincieraadslid en bleef dit tot eind 1932. Van 1927 tot aan zijn ontslag was hij voorzitter van de raad.
In november 1932 werd hij verkozen tot Kamerlid voor het arrondissement Kortrijk, en bleef dit tot in 1936.
Mayeur was verder ook:
- afgevaardigd bestuurder van de S.M. Drukkerij Vooruitgang;
- voorzitter van het ACW arrondissement Kortrijk;
- voorzitter van de S.M. Het Volk;
- voorzitter van de kredietmaatschappij 'Elk zijn huis';
- voorzitter van de S.M. Goedkope Woningen.